# Mittelsinn
Mittelsinn – miejscowość i gmina w Niemczech, w kraju związkowym Bawaria, w rejencji Dolna Frankonia, w regionie Würzburg, w powiecie Main-Spessart, wchodzi w skład wspólnoty administracyjnej Burgsinn. Leży w Spessart, około 30 km na północny zachód od Karlstadt, nad rzeką Sinn, przy linii kolejowej Fulda – Würzburg.

## Dzielnice
W skład gminy wchodzą dwie dzielnice: 
- Mittelsinn
- Forst Aura

## Demografia
| Rok  | Liczba mieszk. |
| ---- | -------------- |
| 1970 | 1 029          |
| 1987 | 947            |
| 2000 | 987            |
| 2005 | 907            |

## Oświata
(na 1999)

W gminie znajduje się 50 miejsc przedszkolnych (z 47 dziećmi).